# RAF Menwith Hill

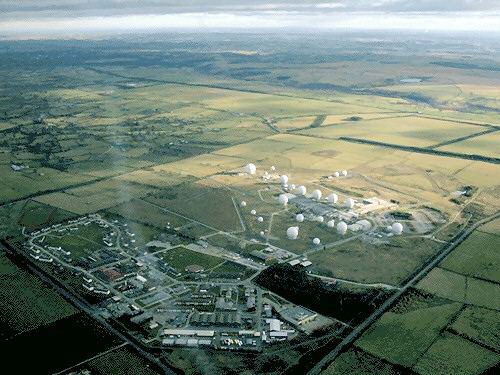
La base vista dal cielo

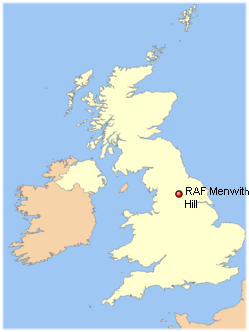
Posizione geografica

RAF Menwith Hill è una stazione della Royal Air Force, sita approssimativamente a 20 km ad ovest della cittadina di Harrogate, nello Yorkshire. (Mappa) guarda in GoogleMaps.

## Sinossi
La stazione è il principale nodo di segmento di teatro terrestre NATO per i satelliti SIGINT di alta quota. Anche se nominalmente è una base RAF, in realtà il personale militare britannico si occupa soltanto della sicurezza fisica e di funzioni di collegamento tra i comandi. Stando a BBC News Online, è la più grande stazione di sorveglianza elettronica del mondo.
Oltre a personale dell'esercito, il 451st Intelligence Squadron (451 IS) della Air Force Intelligence, Surveillance and Reconnaissance Agency è parte integrante della stazione. Nei quasi 300 ettari, sottoposti a ferrea vigilanza, sono ospitati due grandi edifici operativi e molti dischi e "cupole" per il tracciamento.
Menwith Hill è un vasto complesso di cupole, antenne verticali e dischi satellitari, ed anche quasi tre ettari di costruzioni. Ci sono 23 cupole sferiche e tre dischi satellitari, tutti rivolti ad una direzione verso est. Le alte antenne radio sembrano essere supporti radio high frequency.
Dal 1985 il numero di cupole e dischi della base è asceso da quattro a 26. Le due cupole da 16 metri richiederanno lo spostamento del perimetro del sito, comprese le recinzioni e l'illuminazione, di circa 160 m. in direzione della strada A59 Harrogate-Skipton verso sud. L'espansione ha lo scopo di creare un sistema terrestre di ricezione europeo a Menwith Hill, destinato ad integrarsi in una nuova generazione di comunicazioni satellitari.
Vi è traccia di installazioni simili anche a GCSB Waihopai, Nuova Zelanda; Pine Gap, Australia; Misawa Air Base, Giappone e Buckley Air Force Base a Denver, Colorado.

## Ubicazione della base
Fino al 2003, la base aveva nei pressi un equivalente della Royal Navy, HMS Forest Moor che ora non è più una base militare, ma è gestita da contractors con l'assistenza di personale militare britannico.

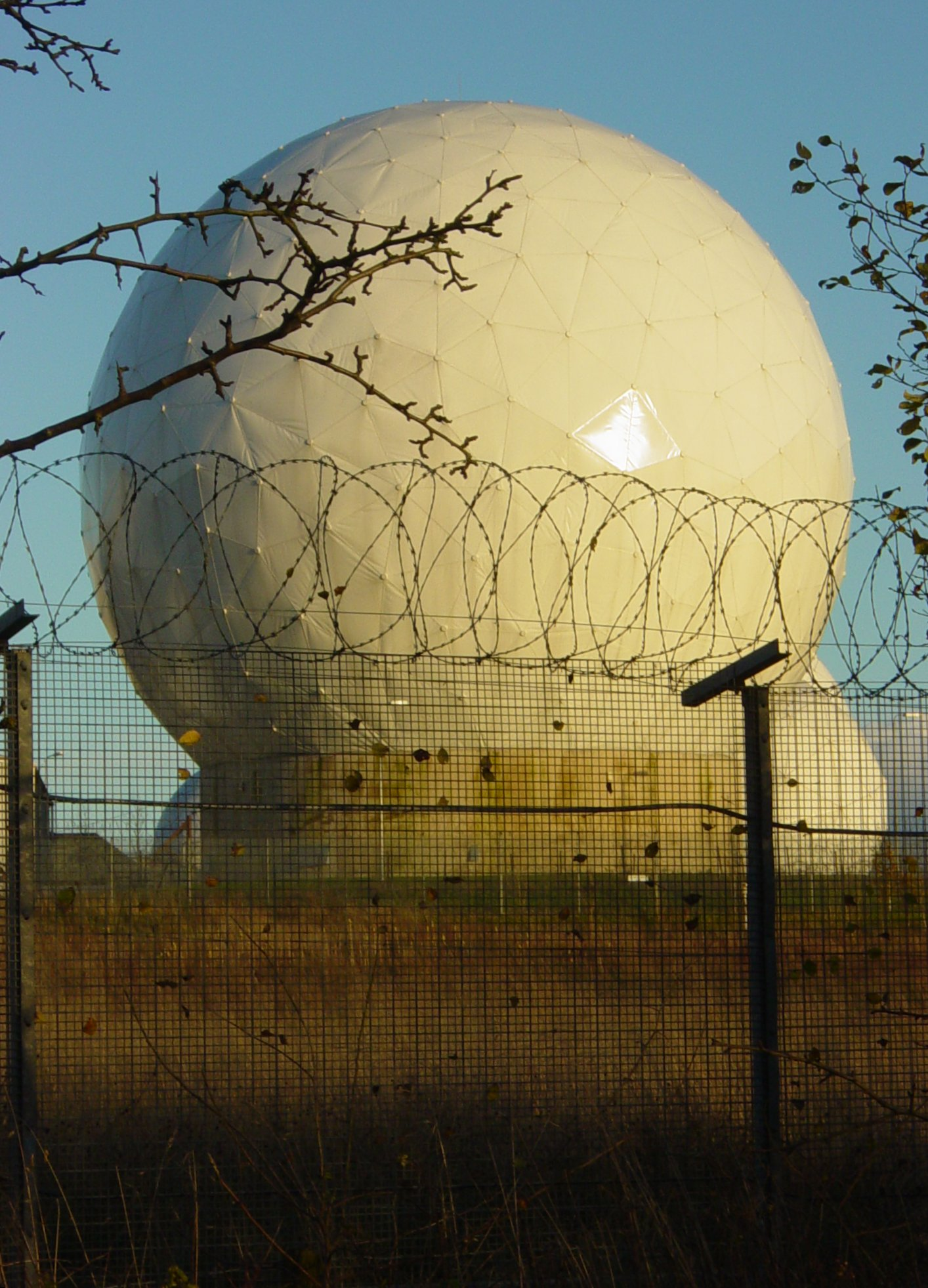
Un radome a Menwith Hill.

È facile riconoscere Menwith Hill per le dozzine di radomes ("palle da golf", in gergo), ciascuno contenente un disco satellitare. Molti di questi oggetti sono utilizzati per l'intercettazione dei segnali di satelliti per le comunicazioni. Si pensa comunemente che facciano parte del sistema ECHELON.
Si pensa che altre parti del sito siano impiegate nell'ambito dello Space Based Infrared System, a sua volta riconducibile al programma US National Missile Defence. Quest'ultimo impiego della base, congiuntamente alla stazione radar in cooperazione anglo-americana di RAF Fylingdales, è particolarmente controverso.
La base ha attirato livelli significativi di protesta da parte di gruppi "antinuclearisti" e pacifisti.
Alcuni gruppi, nell'intento di disturbare l'attività della base e di portarla all'attenzione dell'opinione pubblica, hanno inscenato parecchie intrusioni, danneggiando vari radomes. Secondo il Global Network Against Weapons and Power in Space, Menwith Hill è di capitale importanza per i piani statunitensi della cosiddetta Full Spectrum Dominance,  ovvero la supposta intenzione americana di dominare lo spazio, negandone l'uso (anche per quanto attiene allo spazio orbitale, aereo, di superficie e del sottosuolo) alle altre nazioni o alle relative forze armate, accompagnata dal mantenimento della capacità di sorvegliare e/o disturbare le comunicazioni in tutto il mondo attraverso lo spettro elettromagnetico e lo spazio d'informazione, per scopi strategici o tattici.

## Base missilistica
Nel 2007, il Secretary of State for Defence Des Browne annunciò che la base avrebbe ospitato parte della componente di comunicazioni di un sistema missilistico USA finalizzato alla difesa contro gli "stati canaglia",  benché i missili veri e propri sarebbero stati dislocati altrove. Ciò fu comunicato al parlamento con un messaggio scritto, senza dar luogo a dibattito, ma generando alcune polemiche.

## Storia
La base fu aperta su un terreno di 2,21 km² acquistato nel 1954 dal War Office inglese, e concesso in affitto agli USA. Sotto lo US Army, la stazione sorvegliava le comunicazioni radio in alta frequenza. Nel 1956, si insediò la United States Army Security Agency (ASA). È stata impiegata dall'ASA dal 1958 al giugno 1966, ed in tale anno vi è subentrata la National Security Agency (NSA).
Le operazioni iniziali furono concentrate sul monitoraggio delle comunicazioni via cavo e microonde passanti per la Gran Bretagna. Nei primi anni sessanta Menwith Hill fu uno dei primi siti al mondo a ricevere sofisticati computer IBM di prima generazione, con i quali la NSA automatizzava il laborioso procedimento di scrutinio dei messaggi telex intercettati ma non decifrati. Da quel momento, Menwith Hill ha vagliato i messaggi internazionali, telegrammi e telefonate di cittadini, imprese e governi per selezionare le informazioni di rilievo politico, militare od economico.
Fino al 1974, la specialità SIGINT di Menwith Hill è stata evidentemente l'intercettazione dei segnali dei servizi di comunicazione adibiti ad uso internazionale - i servizi di posta, telegrafo e telefonia di paesi europei orientali ed occidentali. Dopo il 1974, quando s'iniziò l'installazione di otto grandi dischi specifici, prese l'avvio l'attività d'intercettazione delle comunicazioni satellitari.
Nel 1984, British Telecom e il ministero della difesa completarono un piano da 25 milioni di dollari per un'estensione della base denominata STEEPLEBUSH. Il governo inglese dotò STEEPLEBUSH di nuove infrastrutture tecniche e di costruzioni ulteriori, per una spesa di 7,4 milioni di sterline. Tale espansione comprendeva l'aggiunta di 4 600 m² all'Edificio Operazioni e nuovi generatori in grado di erogare una potenza elettrica di 5 megawatt. Lo scopo dell'espansione era ampliare le capacità di sorveglianza satellitare. Considerata un'ulteriore spesa di 17,2 milioni di dollari per apparecchiature di sorveglianza, questa sola sezione di Menwith Hill è costata almeno 160 milioni di dollari.